# Ausweichsitz der Landesregierung Baden-Württemberg

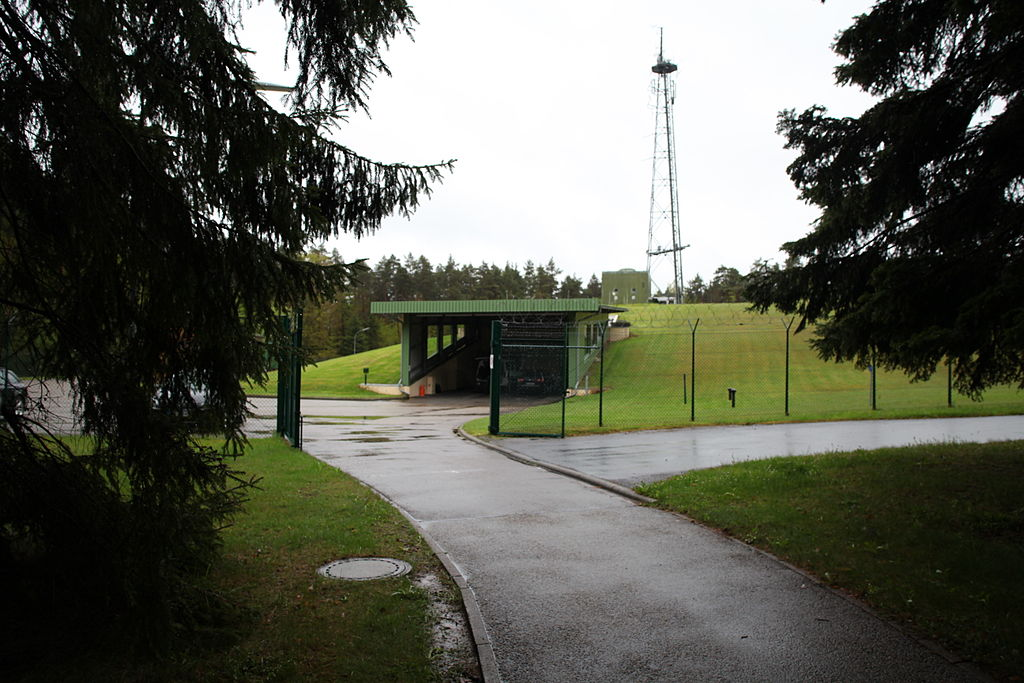
Eingangsbereich in Oberreichenbach

Der Ausweichsitz der Landesregierung Baden-Württemberg ist ein Atomschutzbunker aus dem Kalten Krieg, getarnt und geheim gebaut am Ortsrand von Oberreichenbach.

## Beschreibung und Geschichte
Der Atomschutzbunker wurde als Ausweichsitz der Landesregierung von Baden-Württemberg in den 1960er Jahren im nördlichen Schwarzwald am Ortsrand von Oberreichenbach rund 50 Kilometer Luftlinie von Stuttgart und damit dem dort noch heute ansässigen EUCOM der US-Streitkräfte (mittlerweile um Afrika und Middle East erweitert) entfernt gebaut. Die Baukosten betrugen damals 26,5 Mio. Euro.
In dem fünf Stockwerke in die Tiefe gegrabenen Bunker sollte einst im Krisenfall die Landesregierung von Baden-Württemberg mit bis zu 250 Menschen Schutz finden. Die Landesregierung mit ihrem Arbeitsstab hätte im Katastrophenfall hier die Amtsgeschäfte fortführen und bis zu 30 Tage ohne Versorgung von außen überleben können. Diese Nutzung wurde regelmäßig im Rahmen der WINTEX-Manöver der NATO geübt. Dabei wurden die eigentlich Zutrittsberechtigten regelmäßig durch nachrangige Beamte vertreten. In einem Besprechungsraum wurden auf großen Kartentafeln und mit Tageslichtprojektoren Verkehrswege und bestehende Infrastruktur aufgezeigt. In einigen Spezialräumen konnten die zur Bunkerbesatzung zählenden Ärzte zumindest einfache Operationen vornehmen.
Eine Eigenstromversorgung hätte die benötigte Energie geliefert. Ein Kommunikationsnetz mit Telefon, Fax und Fernschreiberleitungen hätte im Ernstfall die Verbindung mit allen wichtigen Behörden sicherstellen können. Als abgesetzte Sendestelle wurde die Funkstelle Lerchenberg bei Deckenpfronn errichtet. Im zweiten Untergeschoss war ein voll funktionsfähiges Rundfunkstudio untergebracht, um die Bevölkerung mit Nachrichten und Informationen versorgen zu können. Nach einer Zerstörung der Funkmasten konnten aus dem Erdhügel über dem Bunker zwei Spezialantennen (sogenannte „Papstfinger“ – Horizontal- und Vertikalstrahler) hydraulisch ausgefahren werden.
Nach Ende des Kalten Krieges zu Beginn der 1990er Jahre wurde für den damaligen Ausweichsitz der Landesregierung von Baden-Württemberg eine neue Nutzung gesucht. 1994 begann die damalige Comparex AG den Umbau des Bunkers der Landesregierung zum Notfallvorsorge-Rechenzentrum. Nach Abschluss der rund 15 Mio. Euro teuren Umbaumaßnahmen wurde aus dem ehemaligen Atombunker (Tarnbezeichnung: ZSVA Zivilschutzvermittungsanlage) das Hochsicherheits-Rechenzentrum CITA (Centrum für InformationsTechnische Angelegenheiten).
Seit dem 1. Oktober 2000 wird der Bunker von der eigenständigen COMback GmbH betrieben, die in mehreren Rechenzentren im Bauwerk Notfallvorsorge und sicheren IT-Betrieb für Kunden betreibt.

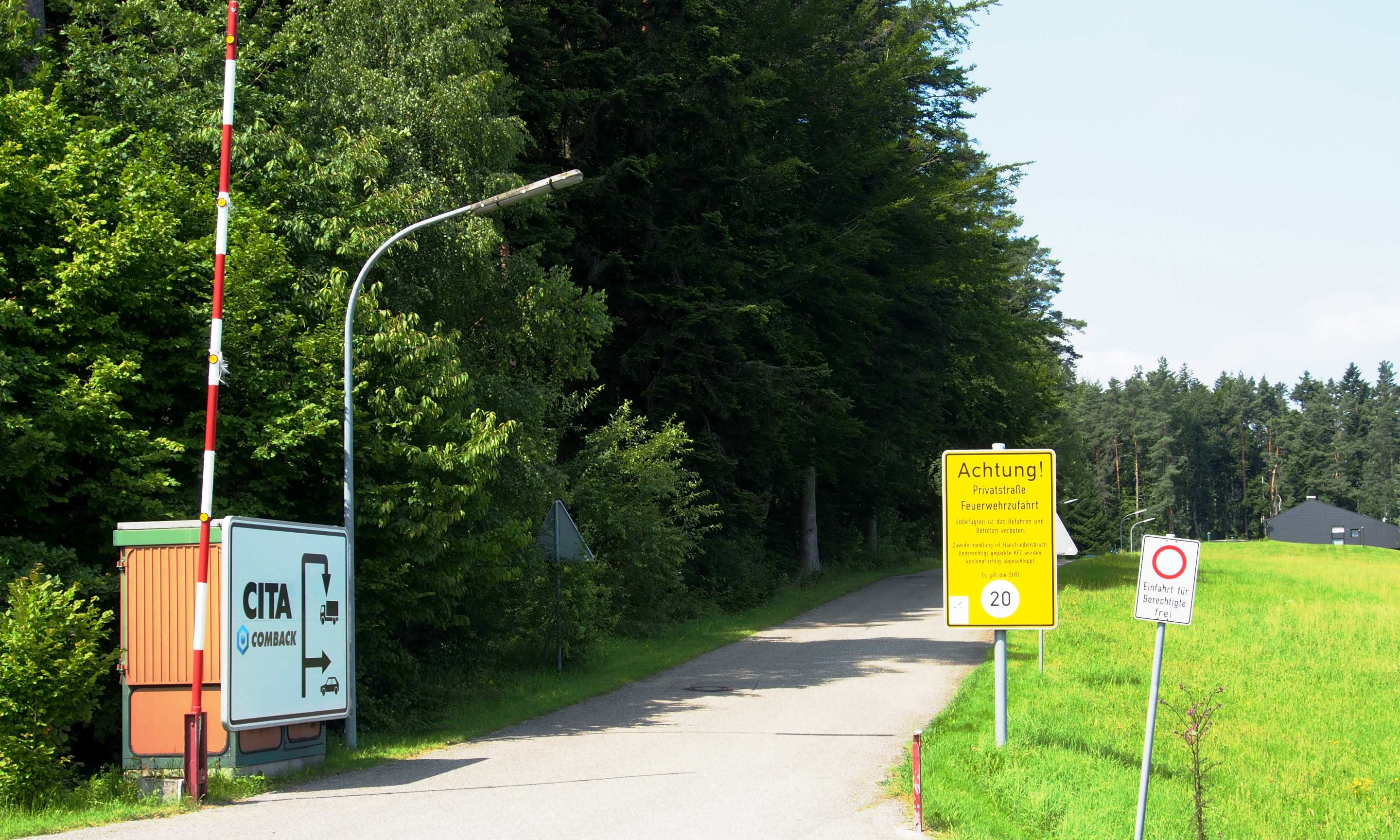
Besucherzufahrt
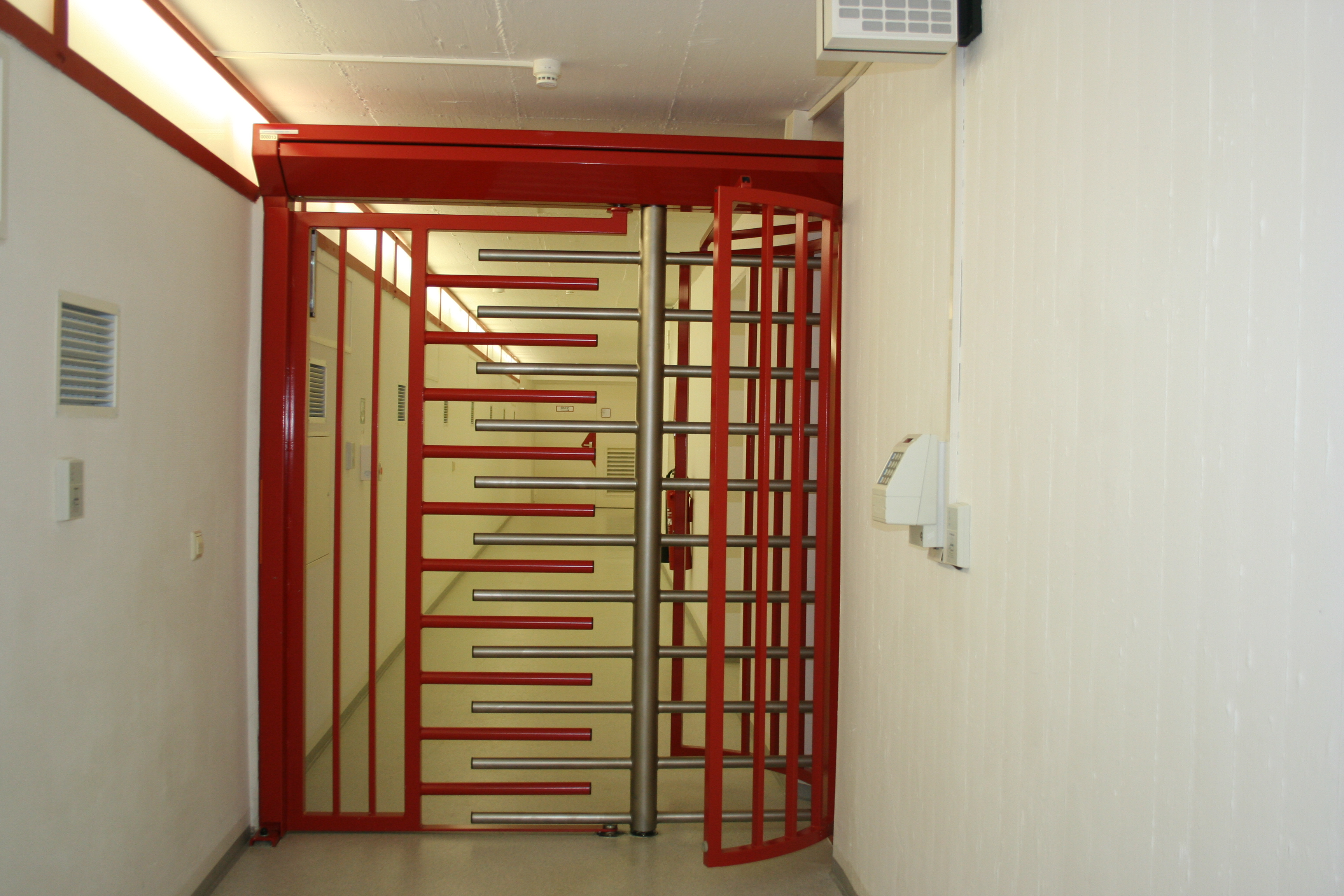
Eingangstür in die Bunkeranlage
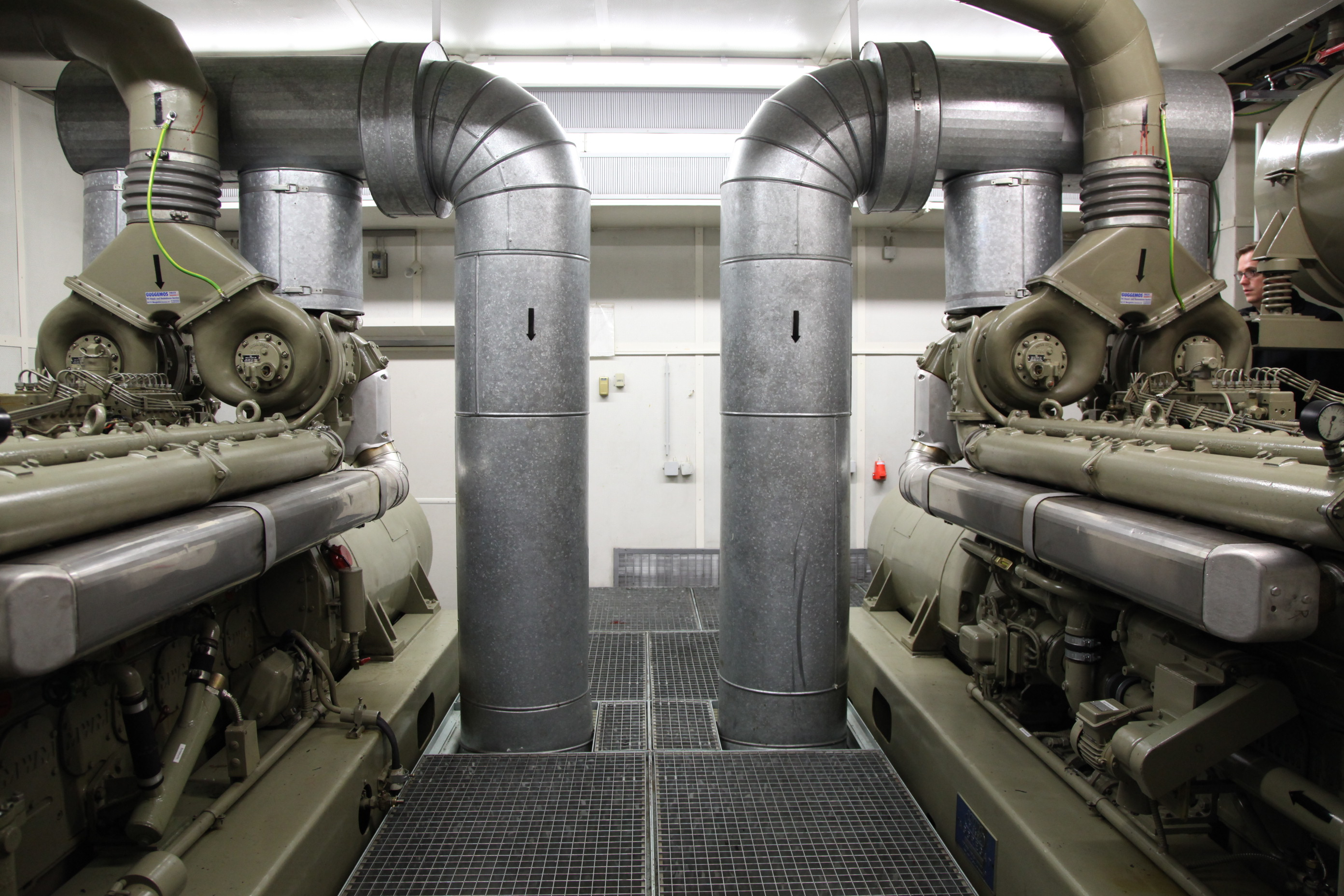
Dieselmotoren – Stromgeneratoren
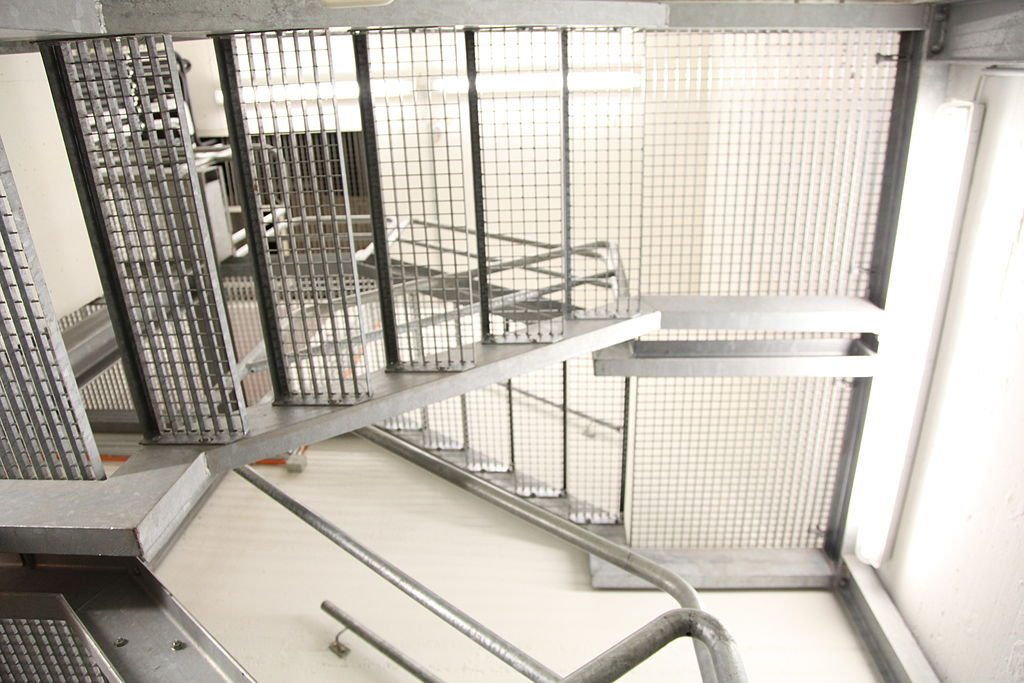
Treppenhaus – Notausgang
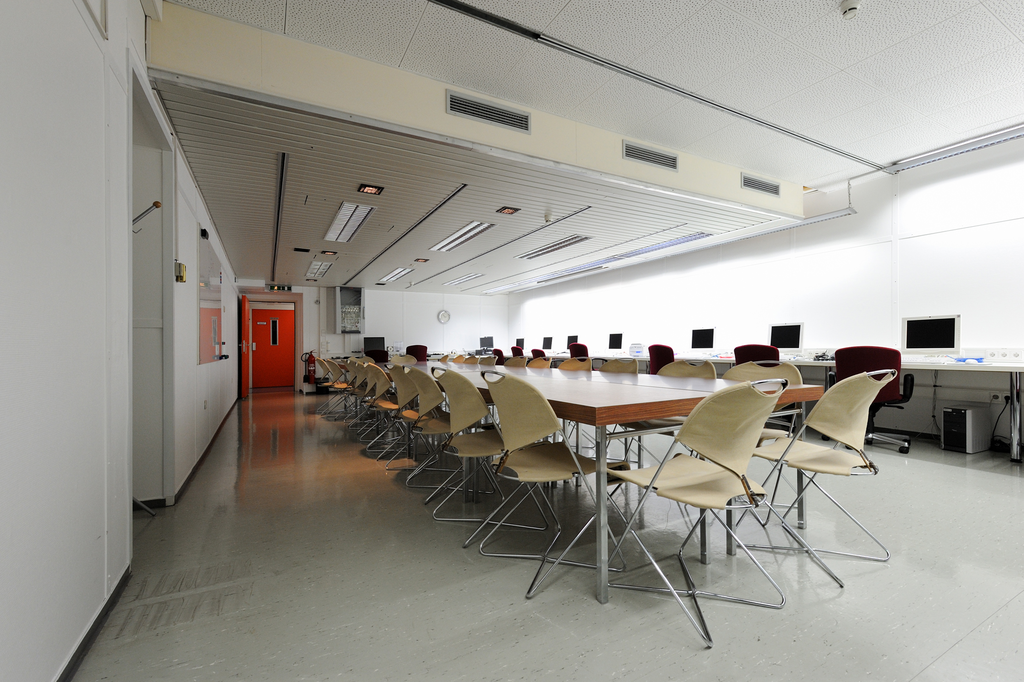
Große Lage
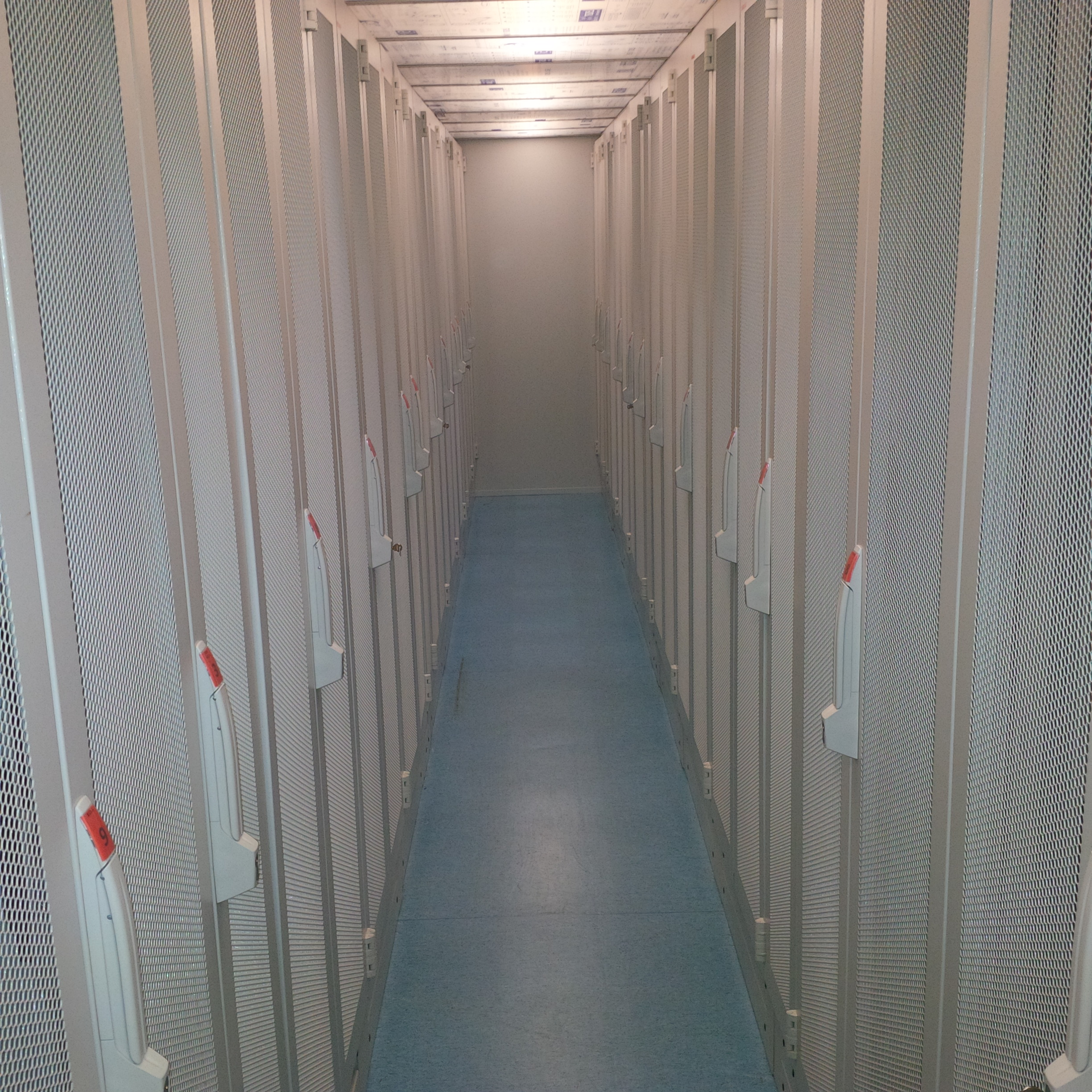
Serverraum